# Divadelní studio „V“
Divadelní studio „V“ je malé amatérské divadlo v Brně.
„Véčko“ je malé (jeviště má cca 40 m², hlediště je o něco menší) a mladé divadlo, mladé však pouze věkovým průměrem, který se pohybuje kolem 30 let. Divadlo jako takové v Brně na Veveří 133 v budově ZUŠ funguje již od roku 1997. V současné době (2017) divadlo vede Kateřina Adamcová Kusá, která vedení souboru převzala v roce 2010 od Jany Glozarové. Ta stála v čele divadla od roku 2000. Soubor "Véčka" se během jeho působení rozšířil na cca 30 členů, nadpoloviční většinu tvoří ženy.
Za dobu existence divadlo nazkoušelo více než 65 titulů a toto číslo stále narůstá. Nejhranějším žánrem jsou pohádky (např. Malá čarodějnice Otfrieda Preusslera, Vančurův Kubula a Kuba Kubikula, Zlatovláska od Jany Glozarové s hudbou Jiřího Vondráka, Čertův švagr, Rumcajs a Cipísek nebo Křemílek a Vochomůrka od Václava Čtvrtka, Nezbedné pohádky Josefa Lady, Doktorská pohádka Karla Čapka apod.), ale v repertoáru se objevují i komedie (Saturnin od Zdeňka Jirotky, Příběhy obyčejného šílenství Petra Zelenky, Shakespearovo Zkrocení zlé ženy, Podivné odpoledne Dr. Zvonka Burkeho od Ladislava Smočka apod.), muzikály („Pravda“ o stvoření světa nebo Princezna a loupežníci od Jany Glozarové, Hrátky s čertem podle Jana Drdy apod.) a pro pestrost repertoáru občas i tragédie (např. Euripidova Médeia, Antigona od Jeana Anouilha, S vyloučením veřejnosti od Jean-Paula Sartra…) a snad všechny žánry kromě opery, operety a baletu.
V divadle nepůsobí profesionální herci ani zpěváci, ale přesto hraje „Véčko“ pravidelně cca 8–10× do měsíce vždy o víkendech. Všichni členové hrají jen pro radost a pobavení diváků. Každý má své vlastní zaměstnání nebo školu, zkouší se po večerech ve volném čase.